# Rhacophoridae
Rhacophoridae é uma família de anfíbios pertencentes à ordem Anura. Está distribuída na África subsaariana e do sul da Ásia até o Japão, incluindo as Filipinas e Sulawesi.

## Taxonomia
O grupo foi considerado, em 2005, uma subfamília dentro de Ranidae. Mas este arranjo taxonômico não foi mantido em estudos posteriores, que retornaram o clado a categoria de família.

### Sistemática
São reconhecidas duas subfamílias e dezessete gêneros para esta família:
- Subfamília Buergeriinae Channing, 1989
  - Buergeria Tschudi, 1838
- Subfamília Rhacophorinae Hoffman, 1932
  - Beddomixalus Abraham, Pyron, Ansil, Zazhariah & Zachariah, 2013
  - Chiromantis Peters, 1854
  - Feihyla Frost, Grant, Faivovich, Bain, Haas, Haddad, de Sá, Channing, Wilkinson, Donnellan, Raxworthy, Campbell, Blotto, Moler, Drewes, Nussbaum, Lynch, Green & Wheeler, 2006
  - Ghatixalus Biju, Roelants & Bossuyt, 2008
  - Gracixalus Delorme, Dubois, Grosjean & Ohler, 2005
  - Kurixalus Ye, Fei, & Dubois, 1999
  - Liuixalus Li, Che, Bain, Zhao & Zhang, 2008
  - Mercurana Abraham, Pyron, Ansil, Zazhariah & Zachariah, 2013
  - Nyctixalus Boulenger, 1882
  - Philautus Gistel, 1848
  - Polypedates Tschudi, 1838
  - Pseudophilautus Laurent, 1943
  - Raorchestes Biju, Shouche, Dubois, Dutta & Bossuyt, 2010
  - Rhacophorus Kuhl & Van Hasselt, 1822
  - Taruga Meegaskumbura, Meegaskumbura, Bowatte, Manamendra-Arachchi, Pethiyagoda, Hanken, & Schneider, 2010
  - Theloderma Tschudi, 1838